# H-Hockey
|                                                               | Dieser Artikel wurde im Portal Hockey/Qualitätssicherungsseite zur Verbesserung eingetragen. Hilf mit, ihn zu bearbeiten, und beteilige dich an der Diskussion! |
| Vorlage:Portalhinweis/Wartung/Hockey/Qualitätssicherungsseite | |

H-Hockey oder auch Rollstuhl-Hockey ist eine Hockey-Variante für Spieler in handgetriebenen Rollstühlen. Bei dieser Sportart können in Deutschland sowohl Sportler mit und ohne Behinderung mitspielen. 

## Spiel und Material
H-Hockey wird auf einem mit Banden begrenzten Hallenspielfeld der Größe 26 m × 16 m (mindestens 24 m × 14 m) gespielt. 
Die Tore messen 2,50 m (Länge) × 0,40 m (Tiefe) × 0,40 m (Höhe). Hinter dem Tor kann nicht gespielt werden. 
Das Ziel einer Mannschaft ist es, den gelochten Plastikball (22,3 – 22,9 cm Durchmesser) mittels eines Unihockeyschlägers ins gegnerische Tor zu befördern. Die Mannschaft, die nach der regulären Spielzeit von 2 × 20 min mehr erzielte Tore hat, ist der Gewinner des Spiels. 
Eine H-Hockey-Mannschaft besteht aus fünf Feldspielern und einem Torwart, wobei mindestens drei Spieler ein Handicap aufweisen müssen.
H-Hockey wird nicht nur in Deutschland gespielt. Ursprünglich kommt der Sport aus den Niederlanden. In unregelmäßigen Abständen werden internationale Turniere ausgetragen, bei denen das deutsche Team regelmäßig um die vorderen Plätze mitspielt.